# Le labbra proibite di Sumuru
Le labbra proibite di Sumuru (The Million Eyes of Sumuru) è un film britannico del 1967 diretto da Lindsay Shonteff.
Il film, che si basa sul personaggio di Sumuru creato da Sax Rohmer, ha un sequel dal titolo Sumuru regina di Femina (Die sieben Männer der Sumuru/The Girl from Rio), uscito nel 1969 e diretto da Jesús Franco.